# Clint Stoerner
Clinton Jacob Stoerner (Baytown, 29 novembre 1977) è un giocatore di football americano statunitense che nel ruolo di quarterback e attualmente è free agent. Al college giocò a football all'Università dell'Arkansas.

## Carriera professionistica

### National Football League
Dopo aver stabilito diversi primati scolastici alla guida degli Arkansas Razorbacks, Stoerner firmò coi Dallas Cowboys dopo non essere stato scelto nel draft NFL 2001. Giocò nella NFL per cinque stagioni, quattro delle quali con i Cowboys, dove partì come titolare per due partite nel 2001 dopo l'infortunio di Quincy Carter. Fece anche parte dei Miami Dolphins per la stagione 2004, senza mai scendere in campo. Giocò anche due annate nella NFL Europe, per gli Scottish Claymores nel 2001 e gli Amsterdam Admirals nel 2004.

### Arena Football League
Dopo aver trovato un successo limintato nella NFL, Stoerner si spostò nella Arena Football League. Firmò coi Dallas Desperados per la stagione 2005 in cui fu il loro quarterback titolare, superando quasi ogni record nei passaggi della lega e venendo premiato come rookie dell'anno. Dopo essere stato svincolato dai Desperados, Stoerner firmò coi Nashville Kats, dividendosi nel ruolo di quarterback titolare con Leon Murray. Fece ritorno ai Kats nel 2007, ma fu svincolato dopo due partite. Successivamente firmò coi Philadelphia Soul per fungere da riserva di Juston Wood dopo che il quarterback titolari Tony Graziani si infortunò nella quarta gara della stagione.

### All American Football League
Stoerner firmò con il Team Arkansas della All American Football League. Fu però svincolato (come ogni altro giocatore della lega) dopo che la lega pospose l'inizio delle sue attività sul campo.

## Vittorie e premi
Nessuno

## Statistiche
NFL
| Yard passate  | 367  |
| Touchdown     | 4    |
| Intercetti    | 5    |
| Passer rating | 61,3 |